# Riksdagen 1650
Riksdagen 1650 ägde rum i Stockholm mellan den 24 juni och 6 november 1650. Den kallas ibland kröningsriksdagen, då drottning Kristina kröntes under riksdagen. Det var den första riksdagen i Sverige med öppen ståndsstrid. 
Lantmarskalk var Svante Sparre. Prästeståndets talman var biskop Johannes Canuti Lenaeus. Borgarståndets talman var Nils Nilsson, bondestådets talman var Per Eriksson (Wast).
Händelser:
- Drottning Kristina kröntes den 20 oktober 1650 i Stockholms storkyrka.
- Adelns opposition, de ofrälse stånden, talade sig varma för ökad reduktion av kronans gods för att förbättra nationalekonomin. Alternativet var att börja beskatta adeln för att komma till rätta med rikets kostnader. Av denna anledning hade reduktionen också förespråkare inom adeln, som ville behålla sin skattefrihet.
- En annan viktig fråga var tronföljdsfrågan. Drottning Kristina, som var ogift och barnlös, ville undvika strider om valet av ny kung, och därmed ställda krav från adel, vilka kunde försvaga kungamakten, och hon ville därför redan nu sätta in sin kusin pfalzgreven  Karl Gustav som arvfurste av Sverige, något som de ofrälse stödde, och adeln var emot. Vid riksdagen avslut 6 november 1650 antogs 1650 års arvförening.
- De ofrälse ville över huvud taget motverka adelns makt, och den hotande  livegenskapen för  frälsebönder, som började antydas på frälsegårdar med ägare som tagit med sig intryck från kontinenten.

Bönderna skrev i en inlaga: "Vi hava hört att i andra länder är bonden träl, och befara att detsamma skall oss övergå".
Bönderna krävde:
- allas likhet inför lagen, dvs att alla oberoende av börd eller tjänst skulle dömas av samma domstol
- att privatfängelser och tortyr skulle avskaffas.
- att adelns ensamrätt till de högre ämbetena skulle upphöra.

Drottning Kristina lyckades få bönderna att stötta hennes tronföljdsförslag, och man valde Karl Gustav till arvfurste, vilket ligger till grund för att den Pfalziska ätten blev svensk kunglig dynasti 1654–1720.